# Plusiotricha fletcheri
Plusiotricha fletcheri là một loài bướm đêm trong họ Noctuidae.